# Лешће (албум)
Лешће је осми студијски албум Аце Лукаса, који је издат 2008. године за Гранд продукцију.

## Обраде
- 1. Чивас (оригинал: Sakis Rouvas - Ola gyrizoun)
- 2. By Pass (оригинал: Elena Paparizou - Panta se Perimena)
- 4. Реци (оригинал: Konstantinos Pantzis - Etsi)
- 5. Нисам добар био (оригинал: Giorgos Tsalikis - Pali tha alitepso)
- 6. Не дај да ти љубав срећу квари (оригинал: Maro Lytra - Metaniosa)
- 7. Пао сам на дно (оригинал: Giorgos Tsalikis - S' agapao san paidi)
- 8. Да поднесем бол (оригинал: Despina Vandi - Na tin xerese)
- 10. Лешће (оригинал: Никола Грбић - Лешће)